# Сичик-горобець крихітний
Си́чик-горобе́ць крихітний (Glaucidium minutissimum) — вид совоподібних птахів родини совових (Strigidae). Мешкає в Південній Америці.

## Опис

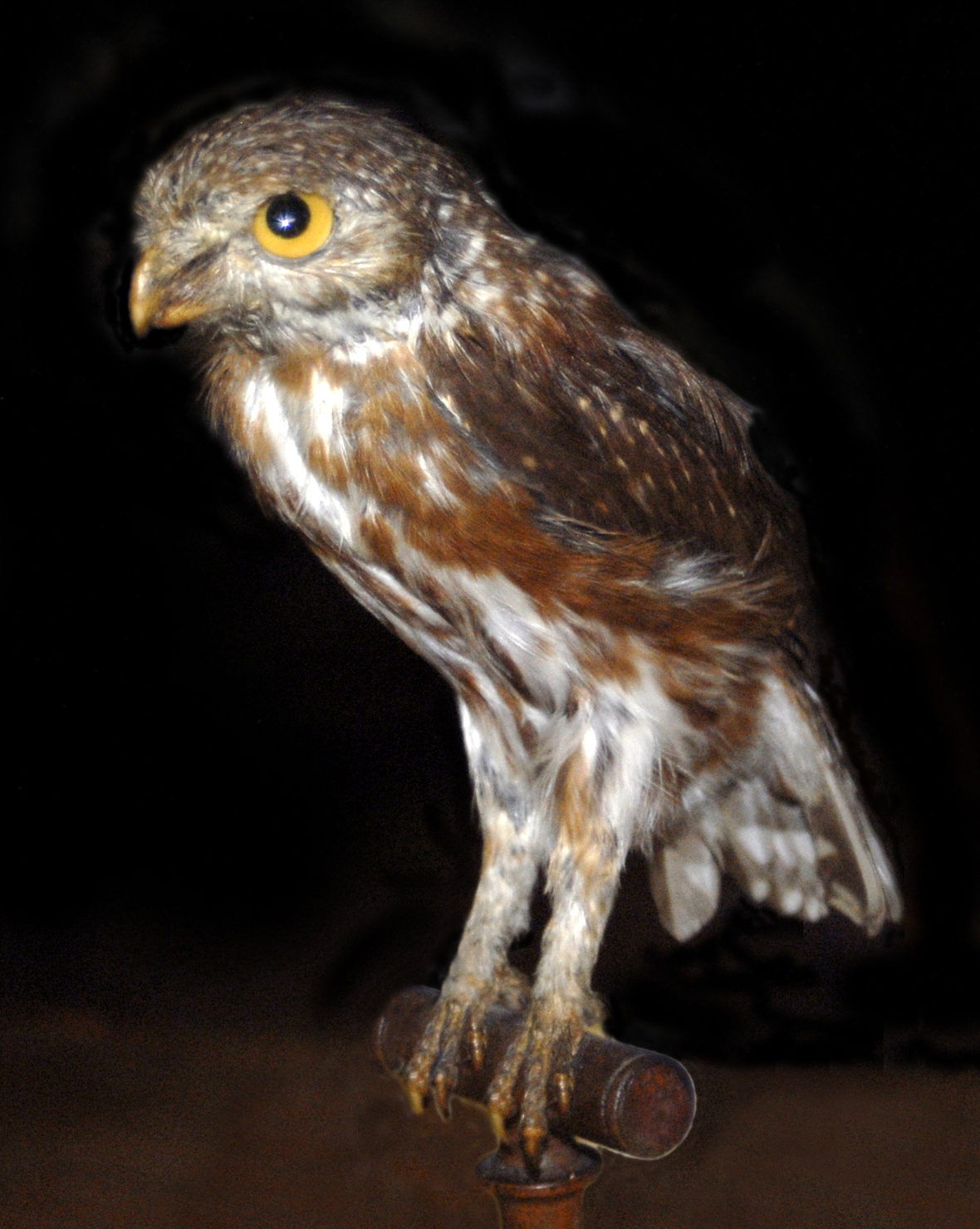
Крихітний сичик-горобець

Довжина птаха становить 12-15 см, вага 45-55 г. Довжина крила становить 8,5–9,1 см, довжина хвоста 4,9–5,4 см. Тім'я, потилиця і верхня частина тіла темно-коричневі, поцятковані невеликими білими плямками. Лицевий диск блідо-сірувато-коричневий, слабо виражений, поцяткований рудиувато-коричневими смугами. Над очима білуваті "брови". Крила темно-коричневі. відносно короткі, на махових перах є білі плями, які в польоті утворюють світлі смуги. Хвіст темно-коричневий, на ньому є до 5 білуватих смуг. На горлі кругла білувата пляма, зверху окаймлена рудувато-коричнквою смугою. Нижня частина тіла білувата, поцяткована рудувато-коричневими смугами. Очі жовті, дзьоб жовтувато-роговий з зеленуватим відтінок, лапи оперені, жовті. У молодих птахів плями на тімені відсутні, лоб світліший.

## Поширення і екологія
Крихітні сичики-горобці мешкають на південному сході Бразилії (від південної Баїї до Санта-Катарини і Мату-Гросу-ду-Сул) та на сході Парагваю, можливо, також на півночі аргентинської провінції Місьйонес. Вони живуть у вологих рівнинних і гірських атлантичних лісах, в сухих тропічних лісах та на узліссях. Зустрічаються на висоті до 1100 м над рівнем моря. Крихітні сичики-горобці є найбільш активними на світанку і в сутінках, однак бувають активними і вдень. Вони живляться переважно комахами та іншими безхребетними, а також дрібними хребетними. Гніздяться в дуплах дерев, часто використовують покинуті дупла дятлів.